# Nationaal park Mar de Las Calmas
Het Nationaal park Mar de Las Calmas (Spaans: Parque Nacional del Mar de Las Calmas) is een nationaal park in oprichting bij El Hierro op de Canarische eilanden in Spanje.
De zee aan de zuidwestkust tussen La Restinga in het oosten en de Punta de Orchilla aan de westkant van het eiland staat bekend als de Mar de las Calmas (Zee der Kalmte). De plaatselijke omstandigheden met betrekking tot de wind, stromingen en de geologische kenmerken van de zeebodem zorgen voor een zeer gevarieerd onderwaterlandschap. De zeebodem is over het algemeen  rotsachtig met talrijke grotten, bogen en spleten, maar hier en daar zijn ook zandige gedeeltes. Het water is er zo helder dat het zonlicht meerdere tientallen meters diep reikt, waardoor ook op dieptes van 70 nog algen groeien. Deze algen zijn van vitaal belang voor het mariene ecosysteem, omdat ze dienen als voedsel voor ongewervelde dieren.
De overvloedige fauna van ongewervelde dieren zoals kreeften, koralen, garnalen, anemonen en sponzen zorgt voor een grote diversiteit van kustbodemvissen zoals papegaaivissen, tandbaarzen en verschillende soorten murenen die op hun beurt grotere vissen als tonijnen en zelfs walvishaaien en manta's aantrekken. Daarnaast zijn er vaak zeeschildpadden en dolfijnen te zien.
Daarom werd in 1996 voor de kust het Reserva Marina de La Restinga (zeereservaat van La Restinga) gecreëerd, een zeereservaat van 750 ha met als doel de marine biodiversiteit te bevorderen met beperkte impact op de lokale visserij.  In juli 2024 begon het proces tot oprichting van het 17de Spaanse nationaal park in de Mar de Las Calmas, het wordt het eerste volledig mariene nationaal park van Spanje.